# Evgenij (ime)
Evgenij je moško osebno ime.

## Izvor imena
Ime Evgenij je izpeljano iz imena Evgen.

## Pogostost imena
- Leta 1994 je bilo v Sloveniji po podatkih iz knjiga Leksikon imen Janeza Kebra 27 nosilcev tega imena.
- Po podatkih Statističnega urada Republike Slovenije je bilo na dan 31. decembra 2007 v Sloveniji število moških oseb z imenom Evgenij: 22.[2]

## Osebni praznik
Evgenij mučenec iz 4. stoletja, ki je bil skupaj z mučencem Makarijem poslan na prisilno delo v Antedono v Mavretaniji  praznuje god 20. decembra.